# سویمونکول چوکموروف
سویمونکول چوکموروف (قرقیزی: Сүймөнкул Чокморов؛ ۹ نوامبر ۱۹۳۹ – ۲۶ سپتامبر ۱۹۹۲) بازیگر اهل کشور اتحاد جماهیر شوروی سوسیالیستی (قرقیزستان) بود که در روستای سویمنقول (شهرستان علم‌الدین)، جمهوری شوروی سوسیالیستی قرقیزستان به دنیا آمد. در سال ۱۹۶۴ از آکادمی امپریال هنر فارغ‌التحصیل شد و بعداً در مدرسه هنر فرونزه به تدریس نقاشی و ترکیب بندی پرداخت. او در سال ۱۹۷۷ یکی از اعضای هیئت داوران دهمین جشنواره بین‌المللی فیلم مسکو بود.

## جوایز
او برندهٔ جایزه هنرمند مردمی اتحاد جماهیر شوروی شده بود.